# Jan Cornet Galí
Jan Cornet Galí (Terrassa, 24 de febrer de 1982) és un actor català. Va guanyar un Goya al millor actor revelació pel seu paper com a Vicente a la pel·lícula de Pedro Almodóvar La piel que habito (2012).